# جاك ريغر
جاك ريغر (بالإنجليزية: Jack Rieger)‏ هو مخترِع ومنتج أفلام أمريكي، ولد في 3 مايو 1897 في Gorlice ‏ في بولندا، وتوفي في 1 مارس 1971 في نيويورك في الولايات المتحدة.

## وصلات خارجية
- جاك ريغر على موقع IMDb (الإنجليزية)